# Victor Melman
Victor Melman (ur. październik 1941 w Kadamdżaju) – amerykański brydżysta, Senior Life Master (WBF). Jest synem Mariana Melmana i Idy Kamińskiej, wnukiem Ester Rachel Kamińskiej.

## Wyniki brydżowe

### Zawody światowe
W światowych zawodach zdobył następujące lokaty:
| Mistrzostwa Świata. Konkurencja teamów | Mistrzostwa Świata. Konkurencja teamów | Mistrzostwa Świata. Konkurencja teamów | Mistrzostwa Świata. Konkurencja teamów | Mistrzostwa Świata. Konkurencja teamów | Mistrzostwa Świata. Konkurencja teamów |
| Rok                                    | Miejsce                                | Zawody                                 | Kategoria                              | Drużyna                                | Pozycja                                |
| -------------------------------------- | -------------------------------------- | -------------------------------------- | -------------------------------------- | -------------------------------------- | -------------------------------------- |
| 2014                                   | Sanya                                  | 14. Seria Mistrzostw Świata            | Seniorzy                               | Markowicz                              | 5                                      |
| 2010                                   | Filadelfia                             | 13. Seria Mistrzostw Świata            | Seniorzy                               | Markowicz                              | 2                                      |
| 2006                                   | Werona                                 | 12. Mistrzostwa Świata                 | Open                                   | Markowicz                              | 83                                     |
| 2006                                   | Werona                                 | 12. Mistrzostwa Świata                 | Seniorzy                               | Markowicz                              | 1                                      |
| 2005                                   | Estoril                                | 37. Mistrzostwa Świata Teamów          | Trans                                  | Markowicz                              | 70                                     |
| 2003                                   | Monte Carlo                            | 36. Mistrzostwa Świata Teamów          | Trans                                  | Markowicz                              | 24                                     |
| 2002                                   | Montreal                               | 11. Mistrzostwa Świata                 | Seniorzy                               | Markowicz                              | 13                                     |
| 2001                                   | Paryż                                  | 35. Mistrzostwa Świata Teamów          | Trans                                  | Markowicz                              | 23                                     |
| 2000                                   | Southampton                            | 34. Mistrzostwa Świata Teamów          | Trans                                  | Markowicz                              | 52                                     |

| Mistrzostwa Świata. Konkurencja par | Mistrzostwa Świata. Konkurencja par | Mistrzostwa Świata. Konkurencja par | Mistrzostwa Świata. Konkurencja par | Mistrzostwa Świata. Konkurencja par | Mistrzostwa Świata. Konkurencja par |
| Rok                                 | Miejsce                             | Zawody                              | Kategoria                           | Partner                             | Pozycja                             |
| ----------------------------------- | ----------------------------------- | ----------------------------------- | ----------------------------------- | ----------------------------------- | ----------------------------------- |
| 2014                                | Sanya                               | 14. Seria Mistrzostw Świata         | Seniorzy                            | Szelomo Zeligman                    | 7                                   |
| 2010                                | Filadelfia                          | 13. Mistrzostwa Świata              | Seniorzy                            | Szelomo Zeligman                    | 18                                  |
| 2006                                | Werona                              | 12. Mistrzostwa Świata              | Seniorzy                            | Szelomo Zeligman                    | 14                                  |
| 2002                                | Montreal                            | 11. Mistrzostwa Świata              | Seniorzy                            | Szelomo Zeligman                    | 5                                   |

### Zawody europejskie
W europejskich zawodach zdobył następujące lokaty:
| Zawody europejskie. Konkurencja teamów | Zawody europejskie. Konkurencja teamów | Zawody europejskie. Konkurencja teamów | Zawody europejskie. Konkurencja teamów | Zawody europejskie. Konkurencja teamów | Zawody europejskie. Konkurencja teamów |
| Rok                                    | Miejsce                                | Zawody                                 | Kategoria                              | Drużyna                                | Pozycja                                |
| -------------------------------------- | -------------------------------------- | -------------------------------------- | -------------------------------------- | -------------------------------------- | -------------------------------------- |
| 2013                                   | Ostenda                                | 6. Otwarte Mistrzostwa Europy          | Seniorzy                               | Markowicz                              | 10                                     |
| 2009                                   | San Remo                               | 4. Otwarte Mistrzostwa Europy          | Seniorzy                               | Markowicz                              | 18                                     |
| 2007                                   | Antalya                                | 3. Otwarte Mistrzostwa Europy          | Seniorzy                               | Markowicz                              | 3                                      |
| 2005                                   | Teneryfa                               | 2. Otwarte Mistrzostwa Europy          | Seniorzy                               | Klukowski                              | 5                                      |
| 2003                                   | Mentona                                | 1. Otwarte Mistrzostwa Europy          | Seniorzy                               | Markowicz                              | 5                                      |

| Zawody europejskie. Konkurencja par | Zawody europejskie. Konkurencja par | Zawody europejskie. Konkurencja par | Zawody europejskie. Konkurencja par | Zawody europejskie. Konkurencja par | Zawody europejskie. Konkurencja par |
| Rok                                 | Miejsce                             | Zawody                              | Kategoria                           | Partner                             | Pozycja                             |
| ----------------------------------- | ----------------------------------- | ----------------------------------- | ----------------------------------- | ----------------------------------- | ----------------------------------- |
| 2013                                | Ostenda                             | 6. Otwarte Mistrzostwa Europy       | Open                                | Szelomo Zeligman                    | 31                                  |
| 2009                                | San Remo                            | 4. Otwarte Mistrzostwa Europy       | Seniorzy                            | Roald Ramer                         | 12                                  |
| 2007                                | Antalya                             | 3. Otwarte Mistrzostwa Europy       | Seniorzy                            | Szelomo Zeligman                    | 43                                  |
| 2005                                | Teneryfa                            | 2. Otwarte Mistrzostwa Europy       | Seniorzy                            | Szelomo Zeligman                    | 12                                  |
| 2003                                | Mentona                             | 1. Otwarte Mistrzostwa Europy       | Seniorzy                            | Szelomo Zeligman                    | 95                                  |

## Klasyfikacja
- Victor Melman – klasyfikacja WBF (ang.)